# Bartłomiej Bartoszewicz
Bartłomiej Bartoszewicz (ur. 16 czerwca 1992) – polski koszykarz grający na pozycji niskiego lub silnego skrzydłowego, wychowanek ŁKS-u Łódź, obecnie zawodnik ŁKS AZS UŁ SG Łódź.
Były reprezentant Polski w kategoriach juniorskich (U-16 i U-18).

## Życiorys
Bartłomiej Bartoszewicz jest wychowankiem ŁKS-u Łódź. W klubie tym w 2008 roku rozpoczął swoją profesjonalną karierę koszykarską, w czasie której nieprzerwanie reprezentuje jego barwy. W sezonie 2011/2012 jako zawodnik ŁKS-u zadebiutował w Polskiej Lidze Koszykówki, rozgrywając w niej w sumie 28 spotkań, w których zdobywał średnio 3,5 punkty i miał 2,2 zbiórki na mecz. W sierpniu 2012 roku podpisał kontrakt z drugoligowym wówczas Księżakiem Łowicz.
Bartoszewicz występował w juniorskich reprezentacjach Polski (U-16 i U-18). W 2008 roku wziął udział w mistrzostwach Europy do lat 16, a 2 lata później w mistrzostwach Europy do lat 18.

## Osiągnięcia
Drużynowe
- Wicemistrz I ligi (2011)
- Mistrz Polski kadetów (2008)

Indywidualne
- MVP mistrzostw Polski kadetów (2008)
- Zaliczony do I składu II ligi grupy B (2017[2], 2018[3])

Reprezentacja
- Uczestnik mistrzostw Europy U–18 (2010 – 6. miejsce)

## Statystyki
| Sezon     | Drużyna      | M  | S5 | MPG  | FG%  | 3P% | FT% | RPG | APG | SPG | BPG | PPG |
| --------- | ------------ | -- | -- | ---- | ---- | --- | --- | --- | --- | --- | --- | --- |
| 2008/2009 | ŁKS (I liga) | 3  |    | 3,0  | 100% | 0%  | 0%  | 0,7 | 0,0 | 0,0 | 0,0 | 1,3 |
| 2009/2010 | ŁKS (I liga) | 20 |    | 8,0  | 46%  | 0%  | 47% | 1,6 | 0,3 | 0,3 | 0,2 | 2,3 |
| 2010/2011 | ŁKS (I liga) | 12 |    | 9,3  | 59%  | 0%  | 83% | 1,7 | 0,4 | 0,9 | 0,2 | 3,4 |
| 2011/2012 | ŁKS (PLK)    | 28 | 4  | 13,0 | 42%  | 17% | 60% | 2,2 | 0,5 | 0,4 | 0,2 | 3,5 |